# Liopleurodon
Liopleurodon is een geslacht van grote uitgestorven zeereptielen uit het Jura, behorend tot de Pliosauridae. De grootste soort is Liopleurodon ferox. Fossielen van Liopleurodon zijn gevonden in het Verenigd Koninkrijk, Frankrijk en Duitsland. Geschat wordt dat het dier tot tien meter lang kon worden.

## Ontdekkingsgeschiedenis
Liopleurodon werd voor het eerst benoemd en beschreven door Henri-Émile Sauvage in 1873 op basis van drie tanden, ieder waarvan een soort opleverde. Eentje was in 1835 gevonden door Jacques Amand Eudes-Deslongchamps bij zijn opgraving van Poekilopleuron bucklandi (benoemd in 1837) in de buurt van Boulogne-sur-Mer in Noord-Frankrijk en werd benoemd als Liopleurodon ferox (ferox = "de woeste" in het Latijn). De tand is vijfenzeventig millimeter lang. Dit wordt meestal gezien als de typesoort. De geslachtsnaam is afgeleid van het Grieks λεῖος, leios, "glad", πλευρά, pleurá, "zijde" en όδων, odoon, "tand", en verwijzing naar de gladde tandzijden.
Het holotype is de tand BHN 3R 197, nu deel van de collectie van het Musée d’histoire naturelle de Lille.
De andere tanden werden gevonden in de departementen Cher en Calvados. De tand van Cher is zeventig millimeter lang en werd benoemd als Liopleurodon grossouvrei. De soortaanduiding eert Albert de Grossouvre. Sauvage benoemde die van Calvados als Liopleurodon bucklandi, waarvan de soortaanduiding William Buckland eert. Alleen de tanden toegewezen aan L. ferox en L. grossouvrei zijn beschreven door Sauvage. Sauvage heeft de verwantschappen van Liopleurodon niet onderzocht; hij liet in het midden of het plesiosauriërs betrof. 
Later (1909) werd de tand geassocieerd met skeletmateriaal van een volwassen dier uit het Callovien (Clay-formatie) bij Peterborough in Engeland en werd een verwantschap met Pliosaurus vastgesteld. Voordat dit materiaal werd gevonden, was de geldigheid van het taxon controversieel. Vaak werd het als identiek aan Pliosaurus beschouwd.  In Duitsland zijn alleen tanden of tandfragmenten gevonden die aan het geslacht zijn toegewezen, waarvan het type onbekend is (Noordrijn-Westfalen), Nedersaksen. Tot de jaren zestig werd het geslacht meestal gezien als een jonger synoniem van Pliosaurus.
Daar kwam in 1960 verandering in toen Tarlo Liopleurodon weer als een geldig geslacht begon te beschouwen, te onderscheiden van Pliosaurus. Hij hevelde ook soorten van Pliosaurus naar Liopleurodon over wat een Liopleurodon brachydeirus, Liopleurodon macromerus en een Liopleurodon rossicus opleverde. Die soorten waren van veel uitgebreider materiaal bekend. Andere onderzoekers aanvaardden dit vaak niet. Het was meestal onduidelijk wat het typemateriaal van die soorten was en of ze in een exacte kladistische analyse wel een cluster zouden vormen. Het onderliggende probleem was de ouderwetse methodiek om niet iedere soort in een eigen geslacht te plaatsen. In de eenentwintigste eeuw begon men ook in te zien dat de tand waarop Liopleurodon ferox gebaseerd is, wellicht helemaal geen onderscheidende kenmerken toont, wat het taxon tot een nomen dubium zou maken. Overwogen werd om, als men de naam zou willen behouden, een neotype aan te wijzen.
Van al het materiaal dat aan Liopleurodon is toegewezen, vooral zeldzame postcraniale botten van de romp, is het onzeker of de toewijzing gerechtvaardigd is.

## Beschrijving

### Afmetingen

Liopleurodon was vrij beperkt in lengte

De lengte van Liopleurodon wordt vaak zeer groot aangegeven, tot wel vijfentwintig meter. Dat komt doordat Lambert Beverly Halstead, de naam waaronder Tarlo later door het leven ging, een stel enorme onderkaken van tegen de drie meter lengte, specimen OUM J.10454, het zogenaamde Cumnor Monster, toewees aan een Liopleurodon macromerus en de totale lichaamslengte op ruim twintig meter schatte. Latere televisiedocumentaires, zoals Walking with Dinosaurs, overdreven dat weer tot vijfentwintig meter bij een gewicht van 150 ton door extrapolatie met baleinwalvissen. Tegenwoordig wordt aangenomen dat het dier waartoe de kaken behoorden maximaal achttien meter zal zijn geworden en en vermoedelijk niet meer dan twaalf meter. Daarbij wordt de soort nu meestal bij Pliosaurus ondergebracht als een Pliosaurus macromerus, zodat er geen direct verband meer is met Liopleurodon.
De echte Liopleurodon bereikte een gemiddelde lengte van vijf tot zeven meter. Het 'Peterborough'-exemplaar wordt geschat op 6,39 meter, met een schedellengte van 1,26 meter. Deze lengteberekening is gebaseerd op de hypothese van een schedel: lichaamsverhouding van 1:5,19, op basis van de verhoudingen van het individu specimen GPIT1754 / 2. Dit heeft een schedellengte van 0,94 meter en een totale lengte van 4,88 meter. 
De grootste schedel die kan worden toegewezen aan Liopleurodon is 154 centimeter lang. De lengte van het hele dier werd geschat op iets meer dan tien meter op basis van de veronderstelling dat de schedel 1/7 van de totale lengte heeft. De verhoudingen die voor deze schatting zijn gebruikt, zijn echter waarschijnlijk onjuist. In plaats daarvan is wel uitgegaan van een verhouding van 1:4 of 1:5. Specimina van deze grootte wegen naar schatting 2,5 tot 5 ton, met gemiddelde exemplaren van ongeveer 500 tot 750 kilogram. Andere modellen voor gewichtsschatting gaan er echter van uit dat een individu van ongeveer 4,8 meter iets minder dan een ton zou kunnen wegen, terwijl een specimen van 5,7 meter volgens dit model 1,7 ton zou wegen. Een exemplaar van 4,5 meter lang, specimen GPIT-PV-30093, is te zien in Tübingen. Dit is echter wellicht een composiet.

### Skelet
Liopleurodon had een gestroomlijnd lichaam en vier grote, peddelvormige poten. Met het voorste paar zwempoten werden vliegende op- en neergaande bewegingen gemaakt,  waarbij de voorrand schuin in de bewegingsrichting werd gehouden, waardoor het water naar achter werd geduwd en het dier zich naar voren bewoog. Liopleurodon had een korte nek en een grote, afgeplatte kop tot 1,54 meter lang, waarin zich grote tanden bevonden. De kaken waren zeer krachtig. De voorste tanden waren scherp en bedoeld voor het snijden van vlees, terwijl de achterste tanden ronder waren en gebruikt werden voor het kraken van de schelpen van ongewervelde zeedieren.
Liopleurodon had een wigvormige en afgeplatte schedel. Liopleurodon had vijfentwintig tot achtentwintig tanden op elke mandibulaire tak van de onderkaken. Een kenmerk van L. ferox is een symfyse in het voorste deel van de onderkaken, die meestal relatief korter is dan die van Pliosaurus. In dit deel van de schedel (de symfyse) bevinden zich zes tot zeven langwerpige tanden met een ronde dwarsdoorsnede. De tanden aan de achterkant van het gebit hebben een meer driehoekige dwarsdoorsnede met drie snijranden. De tanden zijn scherp, aan de ene kant gezaagd en aan de andere kant, de buitenzijde, glad. Ze hebben een diepe wortel, vergelijkbaar met de huidige orka's en hagedissen. Een probleem is dat de tand van het holotype een ronde dwarsdoorsnede heeft en het dus de vraag is of exemplaren met driehoekige trihedrale tanden daar wel aan toegewezen kunnen worden.
Onderscheidend zijn wellicht de halswervels. Die zijn korter dan breed of hoog, hebben een beenlip op de onderzijde, missen een kiel en bezitten twee ribfacetten per zijde. De onderarmen en onderbenen zijn relatief lang.

## Levenswijze

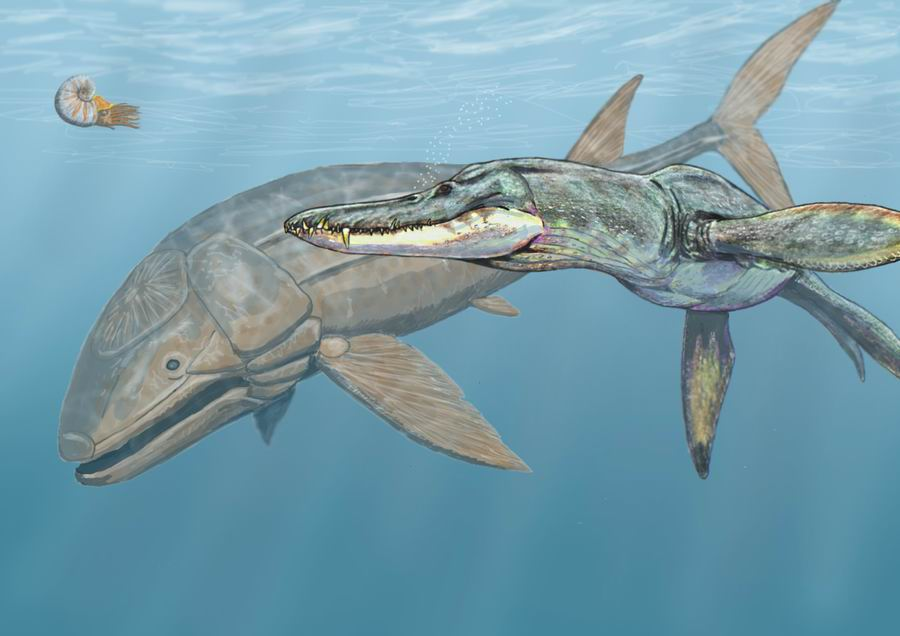
Liopleurodon ferox leefde in dezelfde tijd als Leedsichthys

Liopleurodon was waarschijnlijk een toproofdier. Bijtsporen van Liopleurodon werden gevonden op de botten van de plesiosauriër Cryptocleidus. Liopleurodon wordt over het algemeen gezien als een vleeseter vanwege zijn spitse tanden met snijranden. Versleten tanden wijzen op de jacht op grote prooien. Pliosauriërs worden beschouwd als zwemmers die vier vinnen tegelijk gebruikten en joegen op pijlinktvissen, haaien, grote beenvissen, zeeschildpadden, ichthtyosauriërs en zelfs zijn verwanten onder de plesiosauriërs. Pliosauriërs vullen ongveer dezelfde niche als de huidige tandwalvissen.
De hersenen van Liopleurodon namen minder dan een promille van zijn lichaamsmassa in. Dat kan betekenen dat het gedrag werd aangestuurd door snelle reflexen in reactie op visuele prikkels. Dit type hersenen heeft ook de huidige grote witte haai. Liopleurodon joeg waarschijnlijk op prooien tot een diepte van vijftien meter, wellicht uit een hinderlaag. Deze pliosauriër had vermoedelijk een goed ontwikkeld reukvermogen, dat het roofdier in staat stelde zijn prooi al van enige afstand te ruiken.

## Fylogenie

### Externe classificatie
Liopleurodon is een lid van de Pliosauridae, een groep binnen de Pliosauria, die bekend is uit het Jura (mogelijk ook uit het Krijt) van Europa en Noord-Amerika. Liopleurodon werd traditioneel gezien als een van de belangrijkste vertegenwoordigers uit het Midden-Jura voor deze groep. Pliosauridae van deze ouderdom verschillen van hun verwanten uit het Boven-Jura in het aantal tandkassen. Vroeger werd ook gedacht dat ze wat kleiner waren maar latere vondsten maken dit twijfelachtig. Door Tarlo werden Pliosaurus-soorten uit het Boven-Jura met een vergelijkbaar aantal tandkassen (bijvoorbeeld P. rossicus) toegewezen aan Liopleurodon. Deze toewijzing is echter niet houdbaar omdat deze soorten voorgetelde autapomorfieën van Pliosaurus hebben, terwijl ze er geen aanwijsbaar delen met Liopleurodon. In plaats daarvan vermoedt men een convergente ontwikkeling van de korte symfysen  bij Liopleurodon en sommige Pliosaurus-soorten. 
Een studie uit 2013 vat Liopleurodon, Simolestes, Peloneustes, Pliosaurus en de Brachaucheininae samen in de klade Thalassophonea.

### Interne classificatie
Er kan maar één soort met zekerheid worden toegewezen aan het geslacht Liopleurodon:
- Liopleurodon ferox, de typesoort; bekend uit Engeland en Frankrijk.

Er zijn ook andere soorten die tegenwoordig meestal niet meer bij Liopleurodon worden ondergebracht:
- Liopleurodon pachydeirus is teruggekeerd naar Pliosaurus; de status van de soort is onzeker want het is wellicht een nomen dubium.
- L. grossouveri, wellicht een nomen dubium.
- L. rossicus wordt nu geplaatst bij Pliosaurus.
- L. macromerus is weer teruggekeerd naar Pliosaurus; de status is onzeker.

## Populariteit
In de BBC televisieserie Walking with Dinosaurs op advies van David Michael Martill werd een Liopleurodon met een lengte van vijfentwintig meter en een gewicht van honderdvijftig ton getoond, gebaseerd op de veronderstelling van een achttien meter lange Liopleurodon, waarvan men dacht dat het een juveniel was. Deze grootte wordt echter bekritiseerd omdat dit exemplaar hoogstwaarschijnlijk geen Liopleurodon was, maar een ongeschreven taxon: 'Monster van Aramberri' genoemd. Bovendien wordt aangenomen dat het dier kleiner was dan aangenomen (vijftien meter) en waarschijnlijk volledig volgroeid was. Martill gaf later toe dat het een faux pas was.